# Pensjonat na Strandvägen
Pensjonat na Strandvägen – powieść kryminalna Jerzego Edigeya; po raz pierwszy wydana w 1969 roku.

## Zarys powieści
Akcja powieści rozgrywa się w tytułowym pensjonacie, mieszczącym się w szwedzkiej miejscowości letniskowej, Lomma. Spokojną atmosferę otoczenia burzy morderstwo bogatej pensjonariuszki, Marii Jansson. Prowadzone przez młodego porucznika Magnusa Torga śledztwo ujawnia, że ofiara była z pochodzenia Polką, więźniarką obozu koncentracyjnego Auschwitz. Gdy giną kolejne osoby, Torg jest pewien, że wojenna przeszłość Jansson ma kluczowe znaczenie w zdemaskowaniu mordercy.
Narratorem bezpośrednim powieści jest lekarz policyjny z Uppsali, Björn Nilerud, który prowadzi pamiętnik opisujący wszelkie wydarzenia zachodzące w pensjonacie. Lektura tegoż pamiętnika przez Magnusa Torga w głównym stopniu przyczyni się do uchwycenia tropów mordercy.
Książka stała się podstawą do nakręcenia trzyczęściowego serialu w ZSRR.

## Postacie
- Magnus Torg – porucznik policji kryminalnej
- Dr Björn Nilerud – lekarz policyjny, narrator powieści
- Sven Breman – reporter gazety Kvällsposten
- Astrid Brands – właścicielka pensjonatu
- Maria Jansson – właścicielka firmy importowej, pierwsza ofiara
- Egil Tuvesson – kapitan marynarki handlowej
- Klara Tuvesson – żona Egila
- Nora Lindner – atrakcyjna rozwódka z Halmstad
- Gustaw Dalin – dyrektor banku z Norrköping
- Ingvar Harding – przedsiębiorca ze Sztokholmu
- Witold Owicki – dyplomata z polskiej ambasady
- Stanisław Trzeciecki – rybak, emigrant z Polski
- Algot Olsson – policjant z Lommy
- Lilljan – pokojówka w pensjonacie
- Ranhild Moberg – kucharka w pensjonacie